# Signes biologiques de la mort
Les signes biologiques de la mort sont :
- Arrêt cardio-circulatoire et respiratoire (absence de pouls, de respiration, de tension artérielle)
- Abolition totale de la conscience, de la sensibilité
- Aréflexie (absence de réflexe)
- Perte du tonus musculaire et mydriase bilatérale
- Pallor mortis (pâleur de mort) : pâleur post mortem de la peau qui se passe entre 15 et 120 minutes après la mort d'un individu en raison d'un manque de circulation capillaire à travers le corps ;
- Algor mortis (en) : réduction de la température du corps après la mort (en moyenne d'un degré/h). Il s'agit généralement d'une baisse correspondant à la température ambiante jusqu'à ce que, bien que des facteurs externes peuvent avoir une influence significative (conditions extérieures de température, d'humidité, le port de vêtements, l’activité physique et la température du corps avant le décès). Quand la décomposition se produit, la température interne du corps a tendance à augmenter de nouveau ;
- Rigor mortis (rigueur de mort, rigidité cadavérique) : signes reconnaissables de la mort qui sont causés par un changement chimique dans les muscles après la mort, provoquant des membres du corps à devenir raides et difficiles à déplacer ou à manipuler ;
- Livor mortis (Lividité cadavérique) : règlement de la circulation sanguine dans le bas de l'organisme, entraînant une décoloration rouge violacé de la peau.
- Déshydratation cadavérique (excavation des yeux, opacification de la cornée, tache noire scléroticale ; hypotonie des fontanelles ; dessiccation et brunissement du derme en « plaque parcheminée »)

S'ensuivent la putréfaction et la squelettisation (décomposition des tissus non-osseux d'un cadavre).

## Histoire
Avant même l'antiquité, l'absence de souffle est considéré comme un signe de la mort.
L'utilisation du pouls n'est venue qu'après sa découverte, vers le XVIIe siècle en Europe, possiblement depuis le IIIe siècle avant J.C..
Vers le XVIIIe siècle les techniques de vérification du décès en usage sont remis en cause par plusieurs médecins.